# Gmina Alwernia
Gmina Alwernia je městsko-vesnická gmina ležící asi 36 kilometrů západně od Krakova v okrese Chrzanów v Malopolském vojvodství v Polsku. Správním centrem gminy je stejnojmenné město. 
Gmina má rozlohu téměř 74 km², na konci roku 2024 zde žilo přibližně 12 tisíc obyvatel.

## Přírodní poměry
Obec je rozložená na Tenczyńském hrbu a v údolí řeky Visly, jejíž tok tvoří jižní hranici gminy. Skoro dvě třetiny rozlohy obce pokrývají krajinné parky Tenczyńský a Rudniańský. Mezi vesnicemi Brodła a Poręba Żegoty se nacházejí odkryvy známé jako Gaudynowské skály, chráněné jako přírodní památka. Severní částí gminy, vesnicí Nieporaz, prochází mezinárodní silnice A4.

## Územní správa
Gminu tvoří jedenáct územně správních jednotek včetně města Alwernia, které je nejlidnatější - v roce 2022 v něm žilo přes 3 100 obyvatel. Ke stejnému roku byly druhé nejlidnatější Regulice s 1 855 obyvateli, naopak nejméně obyvatel žilo ve vsi Źródła.

### Starostenství
- Brodła
- Grojec
- Kwaczała
- Mirów
- Nieporaz
- Okleśna
- Podłęże
- Poręba Żegoty
- Regulice
- Źródła